# Vladislav Galkin
Vladislav Galkin in russo Владислав Борисович Галкин? (Mosca, 25 dicembre 1971 – Mosca, 27 febbraio 2010) è stato un attore russo.

## Filmografia
- Neidealnaya zhenshchina (2008)
- Diversant 2: Konets voyny (2007) Miniserie TV
- Dikari (2006)
- Zharkiy noyabr (2006) (TV)
- Master i Margarita (2005) Miniserie TV
- Gibel imperii (2005) Miniserie TV
- Gora samotsvetov (1 episodio)
- Uboynaya sila (1 episodio, 2005)
- Kazaroza (2005) Miniserie TV
- Diversant (2004) Miniserie TV
- Nebo i zemlya (2004) Serie TV
- 72 metra (2004)
- Spetsnaz II (2003) Serie TV
- Nevestka (2003) (TV)
- Po tu storonu volkov (2002) Miniserie TV
- Spetsnaz (3 episodi, 2002)
- Sledstvie vedut znatoki 23: Treteyskiy sudiya (2002) (TV)
- Vorovka 2. Schastye na prokat (2002) Serie TV
- V avguste 44-go (2001)
- Rostov-papa (2001) Serie TV
- Dalnoboyshiki (2001) Serie TV
- Kamenskaya: Igra na chuzhom pole (2000) (TV)
- Maroseyka, 12 (2000) Serie TV
- Voroshilovskiy strelok (1999)
- Printsessa na bobakh (1997)
- Igra (1994)
- Smert v kino (1990)
- Na svoey zemle (1987) (con il nome Vladislav Sukhachyov-Galkin)
- Aborigen (1987)
- Zolotaya tsep (1986) (con il nome Vladislav Sukhachyov-Galkin)
- Gruz bez markirovki (1984) (con il nome Vladislav Sukhachyov-Galkin)
- Etot negodyay Sidorov (1983) (con il nome Vladislav Sukhachyov-Galkin)
- Neznayka s nashego dvora (1983) (con il nome Slava Galkin)
- Priklyucheniya Toma Soyera i Geklberri Finna (1981) (TV) (con il nome Vladik Sukhachyov)